# شهرداری بابیته
شهرداری بابیته (به لاتین: Babīte Municipality) یک شهرداری در کشور لتونی است. شهرداری بابیته ۸٬۸۶۵ نفر جمعیت دارد.